# آنتون مایلیان
آنتون مایلیان (ارمنی: Անտոն Մայիլյան، ‏۱۸۸۰–۱۹۴۲) آهنگساز ارمنیتبار اتحاد جماهیر شوروی، شخصیت موسیقی و مردمی، نثر نویس، آهنگساز، رهبر ارکستر، معلم، فولکلور کارمند ارجمند هنر جمهوری سوسیالیستی آذربایجان شوروی بود.
او همچنین برندهٔ جوایزی متعددی در زمینه موسیقی همچون نشان برجسته افتخار شده است.

## کتابشناسی
او در ۱۶ مارس ۱۸۸۰ در شهر تفلیس به دنیا آمد. در آنجا از مدرسه نرسیسیان فارغ‌التحصیل شد و در مدرسه علمیه تفلیس نزد ماکار یکمالیان و ح. کارا مورزا تحصیل کرد. سپس در سالهای ۱۹۰۰–۱۹۰۳ در کالج موسیقی تفلیس در کلاس آهنگسازی ان‌دی نیکولایف مشغول به تحصیل در شاخه آهنگسازی شد.
او کار خود را به عنوان آهنگساز در سال ۱۹۰۵ در تفلیس آغاز کرد. در سال ۱۹۰۶ در مدرسه علمیه تفلیس به تدریس در رشته آواز پرداخت. او از سال ۱۹۰۶ در شهر باکو مشغول به زندگی و کار کرد، او همچنین در سال ۱۹۰۸ اولین گروه کر را در آنجا ایجاد کرد.
آنتون مایلیان در بین سالهای ۱۹۱۰–۱۹۱۷ ماهنامه ارمنی «تئاتر و موسیقی» را در باکو منتشر کرد. در صفحات مجله سوالاتی برای توسعه موسیقی شرق ایجاد کرده بود. او در طول جنگ جهانی اول دائماً در شب‌های خیریه ای که ارامنه در باکو ترتیب می‌دادند حضور مداوم داشت. او در سال ۱۹۱۵ در دومین شب خیریه ارمنی به نفع پناهندگان به نام " زوج یا فرد " شرکت کرد. در این شب آهنگ‌های محلی ارمنی اجرا شد، آهنگ "Kele-kele" که با موسیقی آنتون مایلیان اجرا شد بسیار موفق بود.